# Giuseppe Corrà
Giuseppe Corrà (1860 – Aiguille de la Grande Sassière, 26 agosto 1896) è stato un avvocato e alpinista italiano.

## Biografia
Egli fece parte di quella generazione di alpinisti a metà fra l'"alpinismo classico" con guide, e l'alpinismo senza guide.
Sebbene scomparso prematuramente, ebbe al suo attivo 34 prime ascensioni e nuove vie. Fu particolarmente attivo nelle Valli di Lanzo assieme alla guida Michele Ricchiardi.
Morì alla Grande Sassière il 26 agosto 1896, travolto da una frana di sassi, con le guide Pellisier e Meynet.
Portano il nome dell'alpinista la Brèche Corrà, lieve depressione tra il Dôme Noire e il Dôme Blanc du Mulinet, e la Punta Corrà.

## Prime ascensioni
Ha compiuto la prima ascensione delle seguenti montagne:
- Cima Leitosa - 13 luglio 1886 - con la guida Michele Ricchiardi[3]
- Albaron di Sea - 19 luglio 1886 - con la guida Michele Ricchiardi[4]
- Cresta Mezzenile - 5 agosto 1886
- Punta di Groscavallo - 6 agosto 1886 - con la guida Michele Ricchiardi[5]
- Dent d'Ecot - 6 agosto 1886 - con la guida Michele Ricchiardi[6]
- Aguille d'Arbour con discesa dalla parete della Grande Hoche

Ha compiuto la prima ascensione delle seguenti vie:
- Cresta est del Gran Paradiso - 26 luglio 1889 - con Francesco Gonella, M. Dogliotti e le guide Michele Ricchiardi, G. e L. Croux[7]
- Cresta est dell'Uja della Gura - 14 settembre 1889 - con la guida Michele Ricchiardi, anche prima ascensione della Punta Est[8]